# Sigmund Hermann
Sigmund Hermann (født 17. maj 1959 i Schaan, død 10. november 2014 i Triesen) var en cykelrytter fra Liechtenstein. Hans foretrukne disciplin var banecykling.
Hermann deltog i 55 seksdagesløb hvor han vandt to løb, begge i 1986 med storebror Roman Hermann. Ved Københavns seksdagesløb blev det i 1989 til en tredjeplads med makker Michael Marcussen.